# Бьёрн, Натали
Гун Натали́ Бьёрн (швед. Gun Nathalie Björn; род. 4 мая 1997, Уппсала) — шведская футболистка, выступающая на позиции защитницы, игрок клуба «Челси» и национальной сборной Швеции. Бронзовая призёрка чемпионата мира 2019 и чемпионата мира 2023, серебряная призёрка Олимпийских игр 2020, полуфиналист чемпионата Европы 2022.

## Клубная карьера
Бьёрн — воспитанница футбольного клуба «Ваксала СК».
В 2013 году провела 8 матчей за футбольный клуб «Сириус», в 2014—2015 годах 34 матча за АИК в Дамаллсвенскан. В декабре 2015 года Бьёрн подписала двухлетний контракт с «Эскильстуна Юнайтед» и выступала за этот клуб в 2016—2017 годах.
Перед сезоном 2018 года Бьёрн подписал двухлетний контракт с футбольным клубом «Русенгорд». В ноябре 2019 года она продлила контракт на два года.
Летом 2021 года перешла в английский клуб «Эвертон».

## Карьера в сборной
Бьёрн входила в состав сборной Швеции на чемпионате Европы до 19 лет в 2015 году. Она забила гол в первой групповой игре против Израиля. Швеция выиграла золото чемпионата Европы, а Бьёрн был капитаном команды на турнире.
С 2016 года выступает за основную женскую сборную Швеции по футболу.
В мае 2019 года Бьёрн была в составе сборной Швеции, завоевавшей бронзовые медали на Чемпионате мира по футболу 2019 года во Франции.